# エウグノストス
エウグノストス（Epistle of Eugnostos、エウグノストスの手紙）、聖なるエウグノストスの、弟子たちへの手紙、または Eugnostos the Blessed（聖なるエウグノストス）は、ナグ・ハマディ写本の写本 III と V に収められているグノーシス主義の書簡である。岩波文庫の荒井献・大貫隆・小林稔・筒井賢治 編訳『新約聖書外典　ナグ・ハマディ文書抄』（2022年）では、写本 III の方のテキストは「聖なるエウグノストス」、写本 V の方のテキストは「エウグノストス」と呼ばれている。写本 III の「エウグノストス」は哲学者エウグノストスの手紙で、写本 V の「聖なるエウグノストス」は、写本 III の「エウグノスト」を改変してイエスの到来を予告し、同じ材料を使った「イエスの知恵」を続けて書き記している。
この2つは、1世紀後半頃にエジプトで書かれたギリシア語の原文のコプト語訳と思われ、写本 III の写本の方が古い翻訳である。学者たちは、このテキストがナグ・ハマディ写本の「イエスの知恵」と相互に関連があると指摘している。「イエスの知恵」は、宇宙論に焦点を当てたエウグノストスに、より具体的にキリスト教の要素を加えたものとなっている、この文献は、神と世界の性質に関する哲学的な論説である。著者は、これまでの人間の探求では、言葉で言い表すことのできない人知を超えた神の性質の真理に到達できなかったと主張している。著者は、不滅の人間（an Immortal Man）がおり、その存在が様々な王国や世界を支配し、様々な名前と権威を持つ様々なアイオーンと力を明らかにするという信仰体系について述べている。